# Ешборо (Північна Кароліна)
Ешборо (англ. Asheboro) — місто (англ. city) в США, в окрузі Рендолф штату Північна Кароліна. Населення — 27 156 осіб (2020).

## Географія
Ешборо розташоване за координатами 35°43′2″ пн. ш. 79°48′52″ зх. д. / 35.71722° пн. ш. 79.81444° зх. д. (35.717337, -79.814309).  За даними Бюро перепису населення США в 2010 році місто мало площу 48,24 км², з яких 48,00 км² — суходіл та 0,24 км² — водойми.

### Клімат
| Клімат : Ешборо              | Клімат : Ешборо | Клімат : Ешборо | Клімат : Ешборо | Клімат : Ешборо | Клімат : Ешборо | Клімат : Ешборо | Клімат : Ешборо | Клімат : Ешборо | Клімат : Ешборо | Клімат : Ешборо | Клімат : Ешборо | Клімат : Ешборо | Клімат : Ешборо |
| Показник                     | Січ.            | Лют.            | Бер.            | Квіт.           | Трав.           | Черв.           | Лип.            | Серп.           | Вер.            | Жовт.           | Лист.           | Груд.           | Рік             |
| Абсолютний максимум, °C      | 25,6            | 27,8            | 33,3            | 33,9            | 36,1            | 39,4            | 40,0            | 40,6            | 37,8            | 35,6            | 30,6            | 26,1            | 40,6            |
| Середній максимум, °C        | 9,4             | 12,2            | 16,7            | 21,7            | 25,6            | 28,9            | 31,1            | 30,0            | 26,7            | 21,7            | 16,7            | 11,1            | 21,0            |
| Середній мінімум, °C         | −1,1            | 0,6             | 4,4             | 8,9             | 13,3            | 18,3            | 20,6            | 20,0            | 16,1            | 9,4             | 4,4             | 0,6             | 9,7             |
| Абсолютний мінімум, °C       | −22,2           | −16,7           | −13,3           | −3,9            | 0,6             | 3,9             | 7,2             | 7,8             | 2,2             | −6,1            | −12,2           | −18,3           | −22,2           |
| Норма опадів, мм             | 97              | 96              | 102             | 92              | 89              | 99              | 104             | 106             | 100             | 93              | 87              | 83              | 1148            |
| ---------------------------- | --------------- | --------------- | --------------- | --------------- | --------------- | --------------- | --------------- | --------------- | --------------- | --------------- | --------------- | --------------- | --------------- |
| Джерело: The Weather Channel |                 |                 |                 |                 |                 |                 |                 |                 |                 |                 |                 |                 |                 |

## Демографія
Згідно з переписом 2010 року, у місті мешкало 25 012 осіб у 9880 домогосподарствах у складі 6100 родин. Густота населення становила 519 осіб/км².  Було 11158 помешкань (231/км²).
Расовий склад населення:
| - 67,8 % — білих - 12,0 % — чорних або афроамериканців - 1,4 % — азіатів - 0,9 % — корінних американців - 0,1 % — вихідців з тихоокеанських островів - 15,0 % — осіб інших рас |

До двох чи більше рас належало 2,8 %. Частка іспаномовних становила 26,9 % від усіх жителів.
За віковим діапазоном населення розподілялося таким чином: 27,1 % — особи молодші 18 років, 59,0 % — особи у віці 18—64 років, 13,9 % — особи у віці 65 років та старші. Медіана віку мешканця становила 34,0 року. На 100 осіб жіночої статі у місті припадало 90,8 чоловіків;  на 100 жінок у віці від 18 років та старших — 86,9 чоловіків також старших 18 років.
Середній дохід на одне домашнє господарство  становив 43 308 доларів США (медіана — 32 819), а середній дохід на одну сім'ю — 49 959 доларів (медіана — 37 091). Медіана доходів становила 32 391 долар для чоловіків та 28 826 доларів для жінок. За межею бідності перебувало 24,7 % осіб, у тому числі 38,2 % дітей у віці до 18 років та 10,7 % осіб у віці 65 років та старших.
Цивільне працевлаштоване населення становило 10 208 осіб. Основні галузі зайнятості: виробництво — 31,2 %, освіта, охорона здоров'я та соціальна допомога — 19,7 %, мистецтво, розваги та відпочинок — 10,3 %, роздрібна торгівля — 9,1 %.